# Paulinho Carioca
Paulinho Carioca, właśc. Paulo Roberto Ferreira Primo (ur. 24 marca 1964 w Rio de Janeiro) – brazylijski piłkarz, występujący na pozycji napastnika.

## Kariera klubowa
Karierę piłkarską Paulinho Carioca rozpoczął w klubie Fluminense FC w 1982 roku. We Fluminense 19 lutego 1983 w wygranym 3-0 meczu z Tiradentes Teresina Paulinho zadebiutował w lidze brazylijskiej.
Z Fluminense zdobył mistrzostwo Brazylii w 1984 oraz trzykrotnie mistrzostwo stanu Rio de Janeiro – Campeonato Carioca w 1983, 1984 i 1985. W latach 1988–1990 występował w klubach z São Paulo: Corinthians Paulista i SE Palmeiras, a 1990–1992 z Rio: CR Flamengo, Américe i ponownie we Fluminense. Z Corinthians zdobył mistrzostwo stanu São Paulo – Campeonato Paulista w 1988.
W barwach Flu Paulinho wystąpił ostatni raz w lidze brazylijskiej 26 maja 1992 w zremisowanym 1-1 meczu z Cruzeiro EC. Ogółem w latach 1984–1992 w lidze brazylijskiej wystąpił w 77 meczach, w których strzelił 5 bramek. Ogółem w barwach Tricolor Paulinho wystąpił 138 meczach, w których strzelił 8 bramek. W latach 1992–1934 występował w Portugalii w drugoligowym União Madeira.
Karierę zakończył w 1995 w EC Rio Verde.

## Kariera reprezentacyjna
Paulinho Carioca występował w olimpijskiej reprezentacji Brazylii. W 1983 roku uczestniczył w Igrzyskach Panamerykańskich w Caracas na których Brazylia zdobyła brązowy medal. Na turnieju Paulinho wystąpił we wszystkich trzech meczach reprezentacji Brazylii z Argentyną, Meksykiem i Urugwajem.
W tym samym roku Paulinho zdobył z reprezentacją U-20 Młodzieżowe Mistrzostwo Świata. Na turnieju w Meksyku Paulinho wystąpił we wszystkich sześciu meczach z Holandią, Nigerią, ZSRR, Czechosłowacją, Koreą Południową i w finale z Argentyną.